# Johan Jongkind
Johan Barthold Jongkind (Lattrop, 3 de junho de 1819 – Saint-Égrève, 9 de fevereiro de 1891) foi um pintor e gravador holandês. Ele pintou paisagens marinhas de maneira livre e é considerado um precursor do impressionismo. 

## Biografia

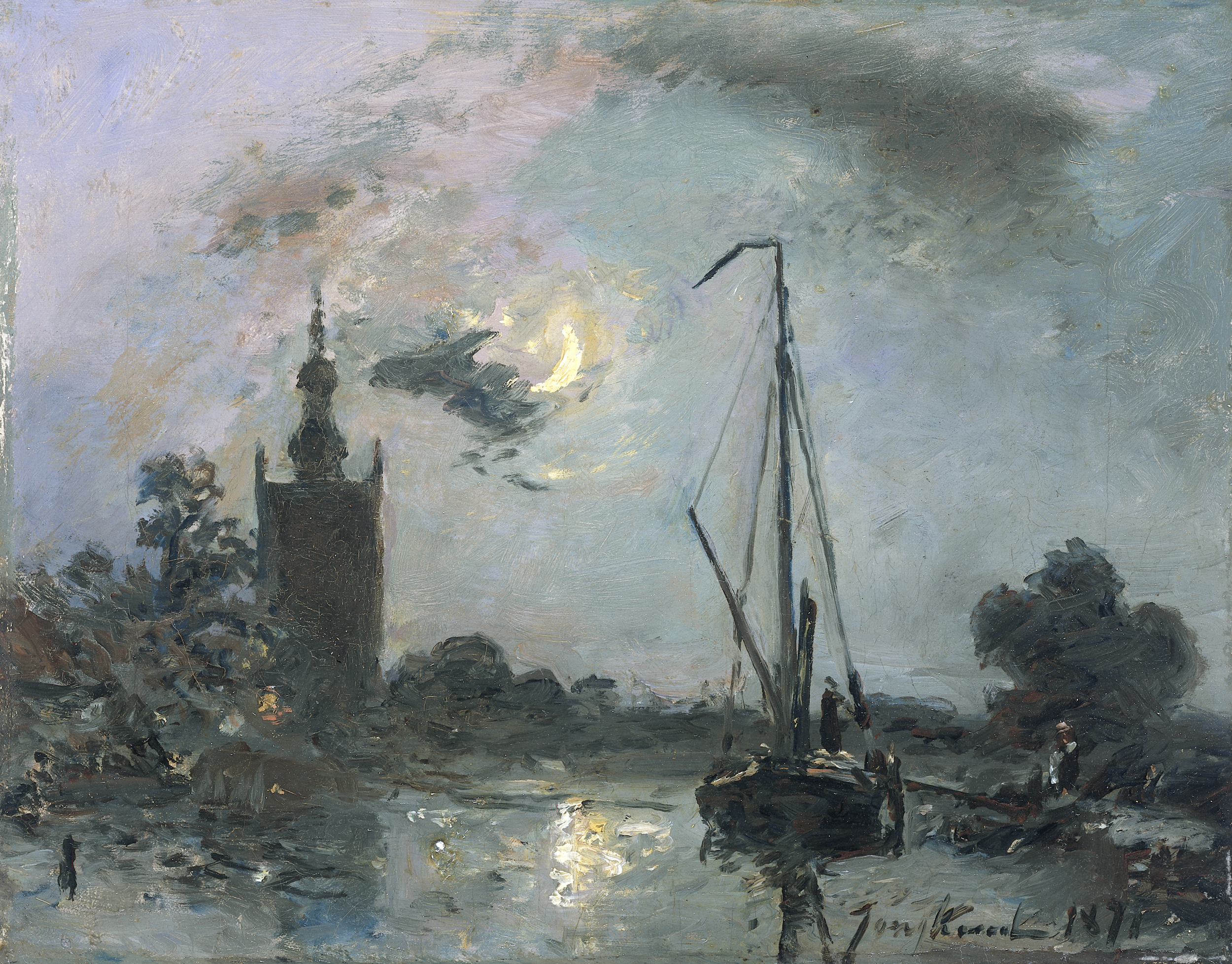
Overschie no luar, 1871, Rijksmuseum, Amsterdã

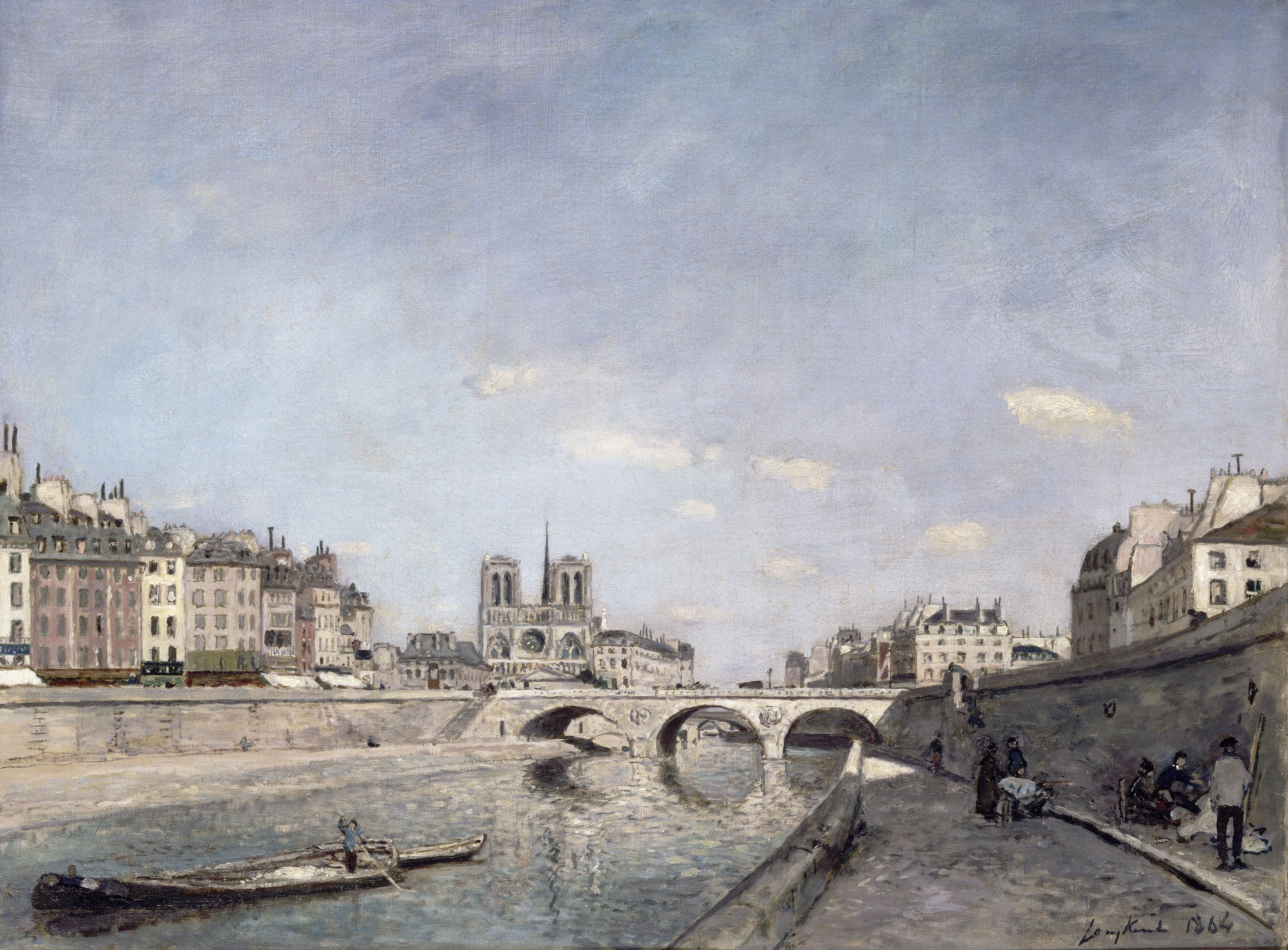
O Sena e Notre-Dame em Paris, 1864, Museu de Orsay, Paris

Jongkind nasceu na cidade de Lattrop, na província de Overijssel, na Holanda, próximo à fronteira com a Alemanha. Treinado na academia de arte de Haia sob Andreas Schelfhout, em 1846, mudou-se para Montparnasse em Paris, França, onde estudou com Eugène Isabey e François-Édouard Picot. Dois anos depois, o Salão de Paris aceitou seu trabalho para a exposição e recebeu elogios do crítico Charles Baudelaire e, mais tarde, de Émile Zola. Ele teve pouco sucesso, no entanto, e sofreu crises de depressão complicadas pelo alcoolismo.
Jongkind voltou a morar em Roterdã em 1855 e permaneceu lá até 1860. De volta a Paris, em 1861, ele alugou um estúdio na rue de Chevreuse em Montparnasse, onde algumas de suas pinturas começaram a mostrar vislumbres do estilo impressionista por vir. Em 1862, ele se encontrou na Normandia, no famoso ferme Saint-Siméon, em Honfleur, com alguns de seus amigos artistas, como Alfred Sisley, Eugène Boudin e o jovem Claude Monet, para quem Jongkind serviu como mentor. Monet mais tarde se referiu a ele como "... um homem quieto com um talento que está além das palavras" e creditou a "educação definitiva" de seus próprios olhos a Jongkind. Em 1863, Jongkind expôs no primeiro Salon des Refusés. Ele foi convidado a participar da primeira exposição do grupo impressionista em 1874, mas não aceitou.
Em 1878, Jongkind e sua companheirs Joséphine Fesser se mudaram para morar na pequena cidade de La Côte-Saint-André, perto de Grenoble, no departamento de Isère, no sudeste da França. Ele morreu em 1891 em Saint-Égrève, no mesmo departamento. Ele está enterrado no cemitério de La Côte-Saint-André. Uma rua recebe seu nome no bairro de ruas com o nome de pintores holandeses dos séculos XIX e XX em Overtoomse Veld -Noord, Amsterdã. 

## Comemoração
Em 2 de junho de 2019, uma estátua de Jongkind feita pelo escultor holandês Rob Houdijk foi revelada na Duifpolder entre Maassluis e Vlaardingen ao lado do canal Vlaardingertrekvaart, por ocasião do 200º aniversário de seu nascimento. Nesse local, Jongkind deve ter feito esboços preparatórios do Rechthuis van Zouteveen para uma de suas gravações posteriores 'Les deux barques à voile' de 1862.

## Assunto e estilo
O assunto mais frequente de Jongkind foi a paisagem marinha, que ele pintou na Holanda e na França. Muitas de suas obras retratam o Sena, particularmente a área perto da Catedral de Notre-Dame. Ele pintou aquarelas ao ar livre e as usou como esboços para pinturas a óleo feitas em seu estúdio. Suas pinturas são caracterizadas por pinceladas vigorosas e fortes contrastes. Como os pintores de paisagem holandeses do século XVII do século XVII, da Era de ouro da pintura holandesa, ele tipicamente compunha suas paisagens com um horizonte baixo, permitindo que o céu dominasse.

## Pinturas em Museus
- Rijksmuseum, Amsterdam
- Stedelijk Museum, Amsterdam
- Van Gogh Museum, Amsterdam
- Rijksmuseum twenthe, Enschede
- Gemeentemusem, Den Haag
- Kasteel het Nijenhuis, Heino
- Stedelijk Museum, Leiden
- Jan Cunen Museum, Oss
- Rijksmuseum Kröller-Müller, Otterio
- Museum Boymans-van Beuningen, Rotterdam
- Musée d'Orsay, Paris
- Musée des Beaux-Arts de Reims, Reims
- Musée de Grenoble, France
- Musée de Belfort, Belfort
- Ashmolean Museum at the University of Oxford, Oxford, UK
- Birmingham Museums & Art Gallery, UK
- Courtauld Institute of Art, London, UK
- Hunterian Museum and Art Gallery, University of Glasgow, Scotland
- National Gallery, London, UK
- (New Art Gallery, Walsall, UK
- Statens Museum for Kunst, Kopenhagen  (National Gallery of Denmark)
- Museo Thyssen-Bornemisza, Madrid
- Cleveland Museum of Art], Ohio
- Dallas Museum of Art, Dallas
- Fine Arts Museums of San Francisco, San Francisco
- Metropolitan Museum of Art, New York City
- Museum of Fine Arts, Boston
- National Gallery of Art, Washington D.C.
- Currier Gallery of Art, New Hampshire
- Harvard University Art Museums, Massachusetts
- Indianapolis Museum of Art, Indiana
- Philadelphia Museum of Art, Philadelphia
- Princeton University Art Museum, New Jersey
- Los Angeles County Museum of Art, Los Angeles,
- Baltimore Museum of Art, Baltimore, MD
- Chi-Mei Museum, Taiwan
- Museo Nacional de Bellas Artes, Buenos Aires, Argentina
- Museu Nacional de Belas Artes, Rio de Janeiro, Brasil
- Museum de Fundatie in Zwolle